# Ревитализација језика
Ревитализација језика подразумева раст броја изворних говорника и проширивање функционалних домена језика како би испратио савремене потребе неке језичке заједнице. Тежња савременог друштва је да одржи мултикултуралност, подстакне интеркултуралну размену и повећа социјалну мобилност. Будући да је основа изградње друштва образовни систем, образовне политике у све већој мери настоје да испрате овакву идеологију увођењем билингвалног образовања. Неуспеси билингвалног образовања у одржању језика, обучавању и мотивацији говорника открили су значај ревитализације културе и језика маргинализованих заједница. Успешни примери хебрејског и хавајског језика показали су позитивне утицаје ревитализације језика и културе на друштвени и политички живот њихових говорника. Стога, за креирање језичких политика ревитализација језика има пресудни значај у остваривању поменутих идеала и остваривању меритократског друштва способног за напредак. 

## Историја појма и дефиниција
Концепт ревитализације језика (енг. language revitalization; revivalistics) настао је на темељима претходног рада на одржавању језика (енг. language maintenance) Циљ одржавања језика је чување језика у свом тренутном стању кроз различите медијуме документације пре смрти његовог последњег говорника. На тај начин језички материјал бива сачуван као сведочење о његовом некадашњем постојању, али без говорника тај језик више није жив. Ревитализација језика се управо базира на "оживљавању" језика обучавањем нових говорника да се њиме служе, и подстицању његовог развоја како би следећи развој заједнице обухватио све сфере неопходне за живот те заједнице. Ревитализација подразумева развој књижевности, било усмене или писмене, ревитализацију обичаја, културе, вредности и погледа на свет мањинских етничких заједница како би својом различитошћу од доминантне културе обогатили живот целокупног друштва,а сами доспели у све његове нивое.

## Препреке за успешну ревитализацију језика
Према истраживањима о одржавању језика забележеним између 1998. и 2002. године, у склопу већинске заједнице језик мањинске бива у нејвећем броју случајева заборављен већ након треће генерације говорника и замена језика (енг. language shift) наступа упркос увођењу билингвалног образовања. Иако промена језичких и образовних политика са монолингвалних на билингвалне сведочи о сазревању друштва у том аспекту и схватању значаја билингвалног образовања, резултати, нажалост, углавном нису довољно значајни за ревитализацију језика. Узрок томе су недовољно добро конципирани програми учења језика, недовољно обучени наставници и сарадници у настави, али, пре свега, недостатак употребе језика ван школског окружења и све већа асимилација мањинских заједница и стапање са доминантном језичком заједницом. Фишман (1991), одређује језичку лојалност (eng. laguage loyalty) пресудном за ревитализацију језика. Оваквим настојањем да очувају свој језик, не због конкретних потреба комуникације, већ као носилац идентитета и духа заједнице, говорници хебрејског и хавајског успели су да изнад свих очекивања врате своје језике у живот заједнице комбинацијом билингвалног образовања, подстицањем употребе језика у породичном и блиском окружењу.

## Перспективе језичких политика
Савремене европске језичке политике истичу значај плурилингвизма и настоје да сваког поједница образују у духу демократије, прихватања и слављења различитости кроз учење бар два страна језика у току обавезног школовања. Иако се остваривост ових идеја доводи у питање, иницијативе за очување и ревитализацију језика се све чешће и резултати све позитивнији. Очување и ревитализација дијалеката и језичких варијетета такође све више долазе у фокус језичког планирања.

## Ревитализација језика имиграната
Ревитализација језика се не односи само на језике којима због малог броја говорника прети смрт, већ и на језике имиграната који се већ након треће генерације у потпуности асимилују са језиком и културом "државе домаћина". У Америци, "земљи имиграната", питање очувања етничког идентитета посебно је актуелна тема истраживања и активистичких покрета. Циљ ових настојања јесте да подржи образовни систем који би омогућио очување култура и језика и који едукује будуће грађане као појединце који се професионално служе са више језика. Образовање на матерњем језику је једно од основних људских права, па је и тежња савремених друштава, језичких и образовних политика да то и обезбеде. Свесни све чешћег изумирања језика и култура у свету, лингвисти и креатори језичких политика залажу се за увођење билингвалног образовања не би ли повратили равнотежу у екологији језика.

## Билингвално образовање
Кроскултурална истраживања одражавања и ревитализације језика, језичких контаката и замене језика указала су на проблеме билингвалног образовања. Наиме, само настава другог језика није се показала довољном да спречи ни смрт ни замену језика. Проблеми су најчешће то што наставници другог језика нису довољно обучени или је и њихов ниво образовања низак. Израда курикулума је такође проблематична јер неки од језика нису још увек стандардизовани или немају развијено писмо, лингвистички материјал неопходан за бављење различитим научним дисциплинама. У том случају, говорници нису довољно мотивисани да се образују на свом матерњем језику јер им као такав не пружа довољно могућности за напредовање у образовању и заправо умањује друштвену мобилност. Због тога пројекти одржавања језика са циљем чувања језика у "тренутном облику" и двојезичног образовања које се нису бавили употребом језика ван школског окружења нису били довољно успешни.
Увођењем билингвалног образовања препознаје се значај мањинског језика и мањинске заједнице и уопште значај двојезичности. Идеја је да се кроз подстицање употребе и ревитализацију мањинског језика оствари атмосфера прихватања и демократичности у читавој заједници. Већом подршком образовању члановима мањинских заједница они добијају шансу да достигну максимум својих потенцијала, да буду више укњучени у друштвени живот шире заједнице. Кроз боље образовање расте и друшвена мобилност, а целокупно друштво сазрева ка потпуној меритократији. Основа билингвалног образовања је, дакле, стремљење ка потпуној инклузији свих чланова заједнице, не само у школски систем и окружење, већ у целокупно друштво, али и едукација доминантне заједнице о значају ових принципа.

## Примери ревитализације језика
Успешни примери попут ревитализације хебрејског и хавајског језика одликују се високом укљученошћу етничке заједнице. Први кораци ревитализације хавајског језика били су увођење језика у приватне вртиће и предшколске установе, дакле излагање језику од најранијег периода, заједно са укључивањем родитеља кроз волонтирање у предшколским установама и наставом у вечерњим школама. Даљим увођењем хавајског у више степене школовања, па затим и у институције, порасло је интересовање за овај језик и ван етничке заједнице и он данас ужива политички статус равноправан статусу енглеског језика. Сличан је пример и ревитализације хебрејског језика која је од неколико говорника крајем 19. века резултирала читавом нацијом говорника. Мрежа породице и пријатеља која подстиче усавршавање и комуникацију на језику заједнице и иницијативе заинтересованих страна, у случају ова два језика, биле су пресудне за њихову ревитализацију. 
Дајући кратак преглед историје образовања и билингвалног образовања староседелачких заједница Аљаске, Холт такође препознаје значај интеграције етничке заједнице у креирање језичке образовне политике. Кроз историју, образовањем мањинских (колонизованих) заједница бавили су се представници доминантне културе и то превасходно путем индоктринације својих ставова и вредности. Чак и у периоду када су мисионари подржавали језик заједнице (као средство прихватања нове религије), њихова култура је маргинализована. Таква образовна политика стварала је отпор заједнице и појединаца према образовању или чак и у случајевима када је постојала мотивација за овакво образовање, наставни програми и методика рада није одговарала потребама припадника етничких заједница, те је и постигнуће било слабо.
Међутим, у случајевима када је у креирање курикулума и материјала била укључена заједница и њен језик, ученици су постизали и напредније резултате на општим националним тестирањима. Препознавањем вредности метерње културе настава се бави релевантним темама и личношћу ученика који тако постижу највише резултате. Да би билингвално образовање било успешно неопходно је да наставници буду добро обучени, наставни материјали довољно развијени, а језик у сталној употреби. Ту на сцену долази потреба за ревитализацијом језика, јер само тако ови услови могу бити остварени.
Потврђујући тезу да само школско образовање није довољно за ревитализацију језика, Холт указује на важност интеракције старијих и млађих чланова заједнице. Сарадња са старијим члановима заједнице је посебно важна јер су управо они носиоци културе, традиције и језика који су у овом случају у опадању. Истиче се и значај медија у ширењу свести о опасности од смрти језика и мотивисању младих да свој језик и обичаје сачувају.